# Daniela Tomečková Marthová
Daniela Tomečková Marthová, Daniela Tomecko-Marth (* 20. května 1962 Bratislava) je sklářská výtvarnice a sochařka. Roku 1991 se provdala za Pavla Tomečka a odstěhovala se za ním do Austrálie.

## Život
Daniela Marthová pochází z rodiny uznávaného slovenského keramika Juraje Martha. V letech 1977 - 1981 absolvovala Strednú školu umeleckého priemyslu v Bratislavě a poté v letech 1981 - 1987 studovala v ateliéru Sklo v architektuře na Vysoké škole výtvarných umení v Bratislavě u Askolda Žačka. Za své školní projekty z let 1985-1986 získala ocenění školy za excelenci. Absolvovala roku 1987 souborem broušeného nápojového skla a kromě toho i malířským a sochařským sklářským projektem. Během následujících čtyř let se zúčastnila 26 výstav v Čechách, na Slovensku, v Itálii, Německu, Francii, Maďarsku, Polsku, Španělsku a Velké Británii a mezinárodních sklářských sympozií v Československu a Německu.
Roku 1991 se provdala za Pavla Tomečka a odstěhovala za ním do Adelaide v Austrálii. Kromě péče o rodinu se věnuje společným projektům ve firmě Pavla Tomečka Crystalart.

### Ocenění
- 1986 1. místo, Sklářský design mladých
- 1987 Cena VŠVU Bratislava
- 1987 Cena rektora VŠVU v Bratislavě

## Dílo
Daniela Marthová se po absolvování studia věnovala kromě skla i šperkařské tvorbě. Po přestěhování do Austrálie se spolu se svým mužem podílí na zakázkové tvorbě objektů z křišťálu a sama vytváří barevné plastiky z optického skla. Jako malířka se věnuje zdobení váz z foukaného skla abstraktními vzory, malovanými smaltem. Experimentuje rovněž s výrobou šperků ze skla tvarovaného nad sklářským kahanem.

### Autorské výstavy (výběr)
- 1991 Bratislava